# 内偵捜査
| ウィキペディアには「内偵捜査」という見出しの百科事典記事はありません（タイトルに「内偵捜査」を含むページの一覧/「内偵捜査」で始まるページの一覧）。 代わりにウィクショナリーのページ「内偵」が役に立つかもしれません。 |